# 高屋神社 (羽曳野市)
高屋神社（たかやじんじゃ）は、大阪府羽曳野市にある神社。式内社で、旧社格は村社。

## 祭神
饒速日命と広国押武金日命（安閑天皇）を祀る。
当地は物部氏の系統で、『新撰姓氏録』に「饒速日命の十世の孫、伊己止尼大連の後」と記される「高屋連」の本貫地であり、祖神として饒速日命を祀ったものである。広国押武金日命は後に祀られたものである。

## 歴史
社伝によれば、538年（宣化天皇3年）、勅命により創建された。延喜式神名帳に「河内国古市郡 高屋神社」と記載され小社に列格しているが、国史には現れない。
江戸時代には八幡社と称していたが、1868年（明治初年）に高屋神社に改称し、1872年（明治5年）に村社に列格した。1904年（明治41年）5月11日、白鳥神社（羽曳野市古市1-1）に合祀された。1954年（昭和29年）に高屋神社は白鳥神社から独立して旧社地に復興されたが、白鳥神社でも2018年現在も高屋神社の祭神が合祀神として祀られている。

## 境内

### 境内社
- 末社：宮守稲荷社（祭神：宇迦之御魂大神）

## 現地情報
所在地
- 大阪府羽曳野市古市6-12

交通アクセス
- 最寄駅：近鉄南大阪線古市駅下車後、徒歩約15分（南へ約1.2km）